# Steinfeld (Dolní Rakousy)
Steinfeld, také nazýváno jako Trockene Ebene (suchá rovina) je jižní region ve Vídeňské pánvi v Dolních Rakousích. Název pochází od štěrkové planiny, která leží v nadmořské výšce 230 až 370 metrů.
Nejdůležitějšími městy jsou Wiener Neustadt a Neunkirchen. Oblast je odvodněna Litavou a Piestingem. Na jihu se rozkládá pahorkovitý Bucklige Welt, na západě jsou kopce Rax, Schneeberg a Hohe Wand.

## Historie
Stepní krajina byla v 18. století za císařovny Marie Terezie zalesňována černými borovicemi, které měly především změnit ráz krajiny, zachytit vlhkost a díky výskytu pryskyřice umožnit obyvatelům obživu.

### Podnebí
Steinfeld je ovlivněn panonským podnebím, s kontinentálními vlivy. Léta jsou teplá, zimy chladné a obojí s nepatrnými srážkami, přicházejícími od západního pohoří "Schneebergu" a předhůřím Alp. Při takových povětrnostních poměrech je také množství sněhu v zimě spíše menší. Nejčastěji srážky přicházejí od hornoitalských nížin a při seskupení srážek od jihovýchodu se spojí ve větší srážky a v zimě může napadnout více sněhu. Když se zvýší vlhkost, dochází i k prudkým bouřím a také již bylo pozorováno i tornádo.

## Hospodářství

### Zemědělství
Velmi chudá země, kde se vlhkost z malých srážek rychle vysuší a kamenitá země je už pro zemědělce jen málo užitečná. Hlavně v létě po dlouhodobém horku a suchu je půda vysušena a orba je ztížená. Proto se zde pěstuje z obilí jen žito, kukuřice, řepka a zelené krmení pro dobytek.

### Průmysl
Již brzy se zde usadilo mnoho průmyslových podniků, protože cena kamenitých pozemků byla velmi příznivá. Zejména se zde usadily závody železářského a ocelářského průmyslu. Také mnoho papíren, přádelen a jiných podniků kvůli využití vodní síly řeky Litavy. Tento zastaralý průmysl přišel v posledních letech do velkých hospodářských potíží, mnoho továren se muselo uzavřít.
Ve Steinfeldu je také několik ložisek pro dobývání štěrku a kameniva pro potřebu stavebnictví.